# USS The Sullivans (DDG-68)
USS The Sullivans (DDG-68) — эсминец типа «Арли Бёрк». Построен на верфи Bath Iron Works, приписан к морской станции Мэйпорт, штат Флорида, входит в состав 24-й эскадры эсминцев Атлантического флота США.
Назван в честь братьев Салливан.

## Боевая служба
В августе 2018 «Салливанс» вошел в Персидский залив, с крылатыми ракетами на борту. Может быть использован США, Великобританией и Францией для удара по Сирии. 